# Aliya Moldagulova
Aliya Nurmuhametqyzy Moldagulova (em russo: Алия Нурмухамбетовна Молдагулова, em cazaque:  Әлия Нұрмұхамедқызы Молдағұлова. 25 de Outubro de 1925 – 14 de Janeiro de 1944) foi uma sniper soviética durante a segunda guerra mundial, e que, pelo serviço prestado, recebeu o título de Heroína da União Soviética depois de falecer de ferimentos sofridos em combate no dia 14 de janeiro de 1944.

## Infância
Aliya nasceu em 25 de outubro de 1925 no vilarejo de Bulak (hoje no distrito de Khobdinsky da região de Aqtöbe) na então R.A.S.S Cazaque. Sua mãe Marzhan, morreu em 1933 durante a Grande Fome dos anos 30 na SSR do Cazaquistão, depois de um tempo o irmão mais novo de Aliya, Bagdat, também morreu com cerca de dois anos de idade. Aliya tinha então oito anos.
Nurmuhamet Sarkulov, pai de Aliya naquela época estava quase fugindo, ele foi perseguido porque era descendente de beis. Ele enterrou apressadamente sua esposa em algum lugar no curso inferior do rio Kuraili, onde sua família vivia naquela época.
Originalmente, Aliya devia carregar o sobrenome de família Sarkulov, depois da morte de sua mãe, Aliya viveu aqui e ali, perambulando pela vila por um ano inteiro, até ser levada por seu tio materno Abubakir Moldagulov e criada por sua avó em Almaty. Aonde estudou por um curto período de tempo na 11° escola de Aulie-Alta. Ela já era dita ter em sua infância uma personalidade firme e determinada.
Em 1935, seu tio foi aceito na Academia Militar de Transporte. Oque levou a família Moldagulov inteira á se mudar para Moscou. Se mudando novamente alguns anos depois para Leningrado, já que a academia havia sido transferida para lá. No outono de 1939, com 14 anos, seu tio lhe arranjou para estudar no internato No. 49. Mais tarde, após retornar ao Cazaquistão, ele se tornou um dos principais gerentes da ferrovia do Cazaquistão.

Sapar Moldagulov, filho de Abubakir Moldagulov e primo de Aliya, diz que há falsos rumores sobre sua família.
"Supostamente, meu pai largou Aliya em um orfanato. Isso não é verdade. Meu pai queria educá-la e, portanto, a colocou em um internato, que se tornou um orfanato apenas em 1942-43. O tempo era, você sabe, difícil, havia fome. Éramos oito pessoas amontoadas em uma sala - minha mãe, depois minha irmã Kulyash, meu irmão Max, minha tia Sapura e Aliya, e duas de nossas avós, que meu pai também trouxe para Leningrado do Cazaquistão ”, disse Sapar.

## Início da guerra
Imediatamente após a invasão na URSS os escritórios de registro militar e alistamento das repúblicas da Ásia Central e do Cazaquistão receberam uma enxurrada de inscrições de voluntários que desejavam ir para a fronte, onde mulheres e homens estavam igualmente dispostos a defender sua pátria. No Cazaquistão, as mulheres que se inscreveram para serem enviadas para a fronte representaram 40% do total de voluntários. Muitas milhares de mulheres e meninas decidiram dominar a especialidade de enfermaria antes do previsto. A seu pedido, nos dois primeiros meses de guerra, foram criados 206 cursos de enfermagem e 248 turmas sanitárias. Cerca de 200 mil mulheres e meninas participaram dessas iniciativas
Durante a Grande Guerra Patriótica, as mulheres da União Soviética tomaram parte ativa e massiva na defesa armada de sua pátria. Muitos nomes inesquecíveis de mulheres - heroínas da Ásia Central e do Cazaquistão são capturados na literatura histórica e ficcional.
Durante a guerra, mais de 1.200.000 soldados cazaques foram convocados para as fileiras do exército soviético, mais de 20 divisões de rifles e outras formações foram formadas. Um total de 601.939 pessoas morreram nas frentes de guerra, o que representa 12% da população total do então povo cazaque.
Em junho de 1941, com o caos da Segunda Guerra Mundial, a família do tio de Aliya foi evacuada. Mas a jovem Aliya escolheu ficar em Leningrado. Quando a guerra estourou, Abubakir Moldagulov enviou dois telegramas de Tasquente, onde estava praticando, para Leningrado. Uma família - a ser evacuada com urgência, a segunda - com um amigo da família, um certo Aleksey, com um pedido para ajudar sua família a evacuar para o Cazaquistão e em nenhum caso deixar Aliya.
Porém, de acordo com Sapar Moldagulov, Aliya se recusou a voltar para o Cazaquistão, mesmo com a pressão de seus familiares, ela ficou e explicou esse fato por ficar para defender a pátria até o fim.
Em 8 de setembro de 1941, o bloqueio de Leningrado começou. Nas memórias de um ex-líder pioneiro do orfanato: “Certa vez Liya (devido à dificuldade de pronúncia, seu nome foi pronunciado em nome alternativo russo), tendo ido buscar água em um trenó, não voltou por muito tempo. Ela foi encontrada inconsciente no meio da rua. Quando o médico examinou Liya, descobriu que ela estava exausta ao limite. Mal saímos. Descobrimos mais tarde que Liya deu metade de sua ração de pão para uma garotinha com saúde debilitada, Katya. Assim que se pôs de pé, subiu ao telhado e junto com os outros começou a extinguir bombas mais leves.” E em outra frase das memórias de uma cadete da escola de atiradores de elite E.F. Loginova: “ Ela estudou bem, muito sincera e atenciosa".

## Carreira militar
Em março de 1942, junto com o orfanato, Aliya deixou a cercada cidade de Leningrado e foi para o vilarejo de Vyatskoye, na região de Iaroslavl. Em 1º de outubro do mesmo ano, após se formar na 7ª série da escola secundária Vyatka, ela ingressou na Escola Técnica de Aviação de Rybinsk. Ela queria ser pilota, mas entrou em um grupo de treinamento especializado em “metalurgia a frio”. Três meses depois, Aliya Moldagulova inscreveu-se no Exército Vermelho com um pedido para enviá-la para a frente. Em 21 de dezembro de 1942, ela foi expulsa da escola técnica por ter saído para a guerra.
Em 20 de março de 1942, por ordem do Comissariado do Povo de Defesa da União Soviética, uma escola de instrutores de atiradores foi criada sob a direção principal de Vsevobuch. Em 27 de novembro do mesmo ano, ele se reorganizou na Escola Central de Treinamento de Sniper Feminina. Aliya foi incluída na primeira matrícula desta escola, que se localizava na aldeia de Veshnyaki, perto de Moscou, no território onde hoje está localizada a Universidade de Humanidades de Moscou (Rua Yunosti, 5). As aulas eram ministradas neste prédio, e o quartel onde os cadetes viviam foi instalado no território da antiga propriedade dos Sheremetev em Kuskovo.
Das memórias de N. A. Matveeva, então aluna de uma escola de atiradores de elite: “Em 17 de dezembro de 1942, conheci Aliya pela primeira vez no Comitê Executivo da cidade de Rybinsk. Naquela época ela parecia uma adolescente muito jovem, ela tinha 17 anos. Mas Aliya persistentemente procurou se voluntariar para a frente [...] Ao chegar na escola, ela foi submetida a um exame médico. Liya e eu (eu a chamei assim) estávamos matriculadas na quarta companhia pela altura - a menor. Colocadas em uma estufa com beliches de três camadas. Liya e eu dormimos lado a lado. Fazia frio, não havia lugar para secar roupas, calçados de soldado, sapatos. Então, nossa quarta empresa foi transferida para um quartel de capital, as condições melhoraram. Depois disso, os estudos começaram em uma escola de atiradores. Eles aprenderam a atirar com precisão, a rastejar sobre a barriga, a serem invisíveis para o inimigo. Nos estudos, Aliya mostrou perseverança, perseverança em dominar o negócio de atiradores de elite ”. Na escola de atiradores de elite, Aliya foi premiada com um rifle personalizado com a inscrição "Do Comitê Central do Komsomol por excelente tiro".
Em 23 de fevereiro de 1943, o grupo de cadetes de Aliya fez o juramento militar. Em julho de 1943, ela e o resto do grupo foram posteriormente designados para a 54ª brigada de rifles do 22º Exército. De acordo com as lembranças de uma de suas colegas soldadas Y. K. Prokopenkova: “Em agosto de 1943, a atiradora Aliya Moldagulova chegou em nossa brigada. Uma garota frágil e bonita do Cazaquistão. Ela tinha apenas 18 anos, mas em outubro a garota atiradora já havia matado 32 fascistas em sua conta ”. Segundo as memórias de N. A. Matveeva: “Aqui ela teve que derramar muitas lágrimas antes de chegar à linha de frente. O motivo disso era novamente sua idade e altura. Liya e eu fomos designadas para um pelotão do 4º batalhão. Nós, atiradores, saíamos em missões em pares, tínhamos posições preparadas com antecedência. Ficamos lá até que pegaram o Fritz na hora e o deixaram voar. Então, granadas e minas inimigas caíram sobre nós! Liya em tais momentos mostrava coragem e calma excepcional. Ela não apenas derrotou os fascistas, mas também carregou os camaradas feridos do campo de batalha e prestou-lhes os primeiros socorros."

Em 3 de dezembro de 1943, ela escreveu para sua familia:
“Agora estamos na vanguarda. Estou escrevendo esta carta em uma trincheira profunda, há muitas árvores ao redor. Encontramos os alemães cara a cara. Tenho um capacete na cabeça, uma granada no cinto, um rifle nas mãos ... Não sinto pena dos nazistas, mas no começo fiquei um pouco preocupada ... De manhã, na linha, nosso comandante me chamou três passos à frente. Ele disse: a atiradora Liya Magdagulova matou 14 fascistas em três dias. Por essa façanha em nome do comando, declaro gratidão ... Aí na frente dos outros ele me beijou como um filho, eu até corei. Adeus. Verei vocês após a vitória. Beijo. Aliya" (esta carta está mantida nos Arquivos Centrais do Estado da República do Cazaquistão).

## Morte
O comandante do quarto batalhão era o major Moiseev, instrutor político - G.V. Varshavsky, relembra as últimas batalhas da Aliya Moldagulova:
“No início de janeiro, marchamos ao longo da frente em direção a Novosokolniki. Tendo rompido as defesas do inimigo, nossa brigada avançou para o norte da cidade de Novosokolniki. Fomos para a linha férrea da estação de Nasva. O inimigo nos encontrou com fogo pesado. À noite ocupamos as linhas de partida para o ataque. Ao amanhecer, a ofensiva começou. O batalhão, junto com o qual os atiradores estavam caminhando, deveria cortar a ferrovia Novosokolniki-Dno na área da estação de Nasva e capturar a vila de Kazachikha. A primeira linha de defesa foi rompida com sucesso. Mas logo o inimigo desencadeou um fogo de contra-ataque feroz, e nossos soldados de infantaria caíram. O ataque cessou. Nesse momento crítico, Aliya Moldagulova se levantou e gritou: "camaradas soldados, sigam-me!" E ao chamado da menina, os soldados se levantaram ... Moldagulova mais três vezes naquele dia participou de repelir os contra-ataques do inimigo. A ofensiva de nossas tropas continuou."
Durante um dos ataques, Aliya Moldagulova, ferida no braço por um fragmento de mina, continuou a lutar, participando combates corpo a corpo, que começou em uma trincheira alemã. Durante a batalha, Aliya foi ferida novamente por um oficial alemão. Ela conseguiu mata-lo, mas seu ferimento foi fatal. Um dia antes da operação, Aliya conseguiu escrever uma carta para sua irmã Sapura. Foi enterrada, como foi então relatado, na aldeia de Monakovo, no distrito de Novosokolnichesky no Oblast de Pskov.
Na batalha de Pskov, Aliya contribuiu para o sucesso do ataque ofensivo do batalhão. Aliya Moldagulova aos 18 anos morreu em combate corpo a corpo em 14 de janeiro de 1944, perto da aldeia de Kazachikha, distrito de Novosokolniki. Em 4 de junho de 1944, ela foi condecorada postumamente com o título de Heroína da União Soviética. Ela também foi premiada com a Ordem de Lenin.

### Relatórios militares da batalha em Pskov
De acordo com relatórios militares, a última batalha em que Aliya se envolveu é descrita da seguinte forma:
“Durante a operação Leningrado-Novgorod no início de janeiro de 1944, a 54ª brigada de rifle marchou ao longo da frente para a cidade de Novosokolniki (região de Pskov), onde rompeu as defesas do inimigo e avançou ao norte da cidade. G.V. Varshavsky, instrutor político do 4º batalhão, onde a atiradora Aliya Moldagulov servia, partes da brigada chegaram à ferrovia na estação de Nasva, onde foram recebidos com forte fogo inimigo. Tendo ocupado as linhas de partida à noite, o Exército Vermelho atacou na madrugada de 14 de janeiro de 1944. O batalhão, cujas ações foram cobertas por atiradores, foi encarregado de cortar a ferrovia Novosokolniki-Dno na área da estação de Nasva e tomar a vila de Kazachikha. Mesmo que a primeira linha de defesa já tivesse sido rompida com sucesso, o ataque foi abafado pelo forte fogo de contra-ataque do inimigo.”
Os invernos eram frios naquela época. De acordo com as lembranças dos amigos da linha de frente de Aliya, as geadas atingiram -47 graus (℃) e todos estavam nas trincheiras. Aliya não ficou perdida e levou todos para o vilarejo de Kazachikha, perto da cidade de Novosokolniki, na região de Kalinin (Tver), onde os soldados soviéticos já lutaram contra os nazistas em combate corpo a corpo. De repente, um oficial alemão apareceu na esquina e atirou em Aliya. Caindo, ela conseguiu devolver o fogo. Este é o enredo oficial dos tempos soviéticos. De acordo com dados oficiais, Aliya matou 78 fascistas. Mas os trabalhadores dos museus do Cazaquistão estão mais inclinados à versão com números a cima de 100.
Moldagulova morreu de um ferimento à bala mais tarde naquele dia, após escrever uma carta para sua irmã, e foi enterrada em uma vala comum em Monakovo, Pskov. Em 4 de junho de 1944, ela foi condecorada postumamente com o título de Heroína da União Soviética.
As estimativas da contagem final de atiradora de elite de Moldagulova variam; Henry Sakaida credita a ela matou 91 inimigos, enquanto Andrey Simonov e Svetlana Chudinova, em sua folha de indicações para o título de Herói da União Soviética e outras estimativas indicam uma contagem nos 30.

## Após sua morte
Outras mulheres do Cazaquistão também passaram por um caminho militar digno nas frentes da Grande Guerra Patriótica. Entre eles está a navegadora do tenente da guarda H. Dospanova, funcionária do jornal da frente "Kyzylasker Akikaty" R. Zhanbekova, capitã do serviço médico M. Syrlybaeva, operadora de rádio O. Mysyrova, Sh. Botakhanova, B. Saduakasova, olheira R. Yeralina, enfermeiras R. Iskhakova, M. Gabitova, O. Shishkina, L. Kramorenko, G. Yakubonik, atiradora M. Toktamyshov, tankmen J. Baitasova, K. Tokbergenova, G. Talkanbaeava, metralhadora Zh. Beisenbaeva e muitas outras.
O comando da unidade onde Aliya serviu escreveu ao Comitê Central do Partido Comunista do Cazaquistão: "A vocês, queridos camaradas, em nome do comando da unidade, obrigado por patriotas tão ardentes como Aliya Moldagulova foi. Seu nome é imortal e pertence ao grande povo da União dos Sovietes. Gostaríamos de pedir um favor: contar ao povo cazaque sobre suas façanhas e devoção altruísta à nossa pátria."

O comandante e tenente-coronel Andrei Efimov, escreveu uma carta para a escola de atiradores de elite, na qual Aliya se formou com honras. Este documento está guardado no museu da heroína em Aqtöbe. O texto da carta foi publicado no jornal "Juventude Lênin" em 9 de maio de 1969, nº 91.
"Liya Moldagulova, filha do povo cazaque, veio ao nosso departamento depois de deixar a escola. De outubro até o final de dezembro de 1943, nossa unidade estava na defensiva. Liya trabalhou incansavelmente para destruir os alemães. Ela matou 32 nazistas em um curto espaço de tempo. Em janeiro, nossa unidade foi encarregada de romper as fortes defesas do inimigo. Em 11 de janeiro de 1944, o batalhão de infantaria de Liya rompeu as defesas inimigas. Liya estava na linha de frente com seu rifle de precisão. No início do ataque, o inimigo disparou artilharia, morteiros e metralhadoras e tentou parar nossos soldados. no momento em que a heroína do povo cazaque Liya gritou: "Avante! Pela pátria!" O batalhão entrou nas trincheiras do inimigo. Liya disparou um rifle e lançou granadas, matando 10 soldados inimigos e um oficial. Incapaz de resistir ao ataque do batalhão, o inimigo foi derrotado e os sobreviventes fugiram da fortaleza. O inimigo atacou três vezes para recuperar a linha perdida. Quando formaram uma linha e atacaram a multidão, Liya pegou uma submetralhadora e abriu fogo, matando 28 soldados e oficiais alemães. Mas eles conseguiram chegar à nossa trincheira. Uma batalha corpo a corpo começou . A heroína atirou em 8 soldados inimigos. Mas Liya não percebeu o oficial alemão que se aproximou. Ele feriu Liya. Mas ela não conseguiu escapar. Reunindo suas últimas forças, Liya apontou sua metralhadora para o oficial e puxou o gatilho. O último alemão morto por ela", diz a carta.

### Legado
- Em 2005, a vila de Alpaysay, em Hobda, centro administrativo de Bulak em Aqtöbe, no Cazaquistão, foi renomeada para Aul-Aliya (Caz: Әлия ауылы)
- Diversas ruas em Moscou, São Petersburgo, Astana, Qarağandı e Aqtöbe (Cazaquistão), assim como várias escolas, bem como um navio do Ministério da Marinha da URSS [12][13] têm o nome de Aliya Moldagulova.
- Nas cidades de Moscou, São Petersburgo[14] e Novosokolniki (Rússia), bem como no Cazaquistão - Almaty, Nur-Sultã, Aqtöbe, Shymkent e na terra natal de Aliya Moldagulova, estatuas em sua homenagem foram erguidas.[13]
- Um complexo memorial foi construído no local de sua morte, na cidade de Novosokolniki (região de Pskov)[15]
- O nome de Aliya está gravado na estela em uma homenagem aos heróis de Artek do acampamento infantil internacional "Artek", onde ela estava em 1940.[16][17]
- Um museu memorial regional foi criado em Aqtöbe.[13]
- O povo soviético honrou sagradamente a memória de Aliya Moldagulova: em Aktyubinsk, há uma rua com o seu nome, no centro da cidade há um monumento à filha fiel do povo cazaque. Uma das escolas em Leningrado leva seu nome.[2]
- Em 9 de Maio de 1995, como parte do aniversário de 50 anos do fim da Segunda Guerra Mundial, o Cazaquistão emitiu um selo dedicado a Aliya Moldagulova.[18]
- Em 1997, um monumento foi erguido em seu nome, na Praça de Astana.[19]
- O balé “Aliya” (1978, Teatro de Ópera e Ballet do Cazaquistão), vários poemas e poemas e muitas canções são dedicados a Aliya Moldagulova. Após sua morte em 1944, os jornais publicaram poemas do poeta Yakov Helemsky, dedicados à façanha de Moldagulova. Roza Rymbaeva cantou a canção "Aliya" dedicada a Aliya Moldagulova (música de S. Baiterekov, letra de B. Tazhibaev)[20]- um dos poucos casos na história da música pop soviética em que a canção se tornou popular sem Letras russas. Pela execução da música, Rosa Rymbaeva recebeu o Grand Prix no festival Orfeu Dourado em 1977; a música também foi premiada no festival de TV “Song-77”.
- O documentário "Aliya" (1970, diretor Mansur Sagatov) e a longa-metragem ""Snipers" (1985, diretor Bolotbek Shamshiev) foram rodados sobre a história de Aliya Moldagulova.
- Uma placa comemorativa foi colocada em Rybinsk e Vyatskoye. Seu nome também está gravado na estela "Rybintsy - Heróis da União Soviética" na margem de Volzhskaya.

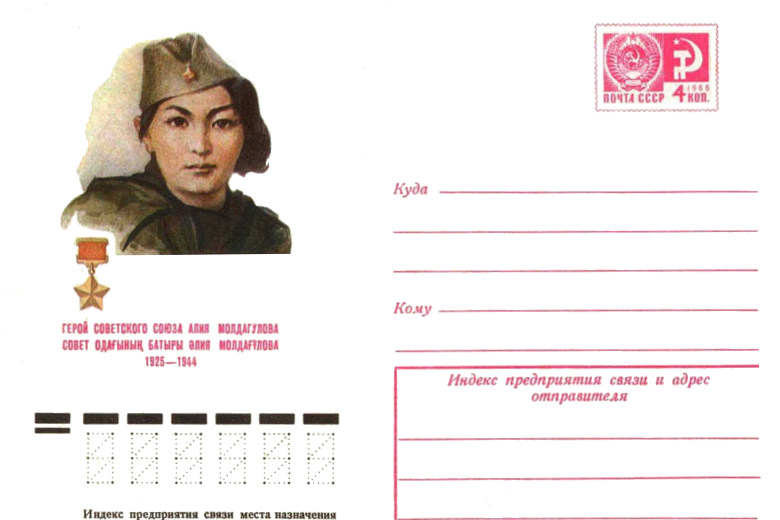
Envelope soviético de 1975 com Moldagulova
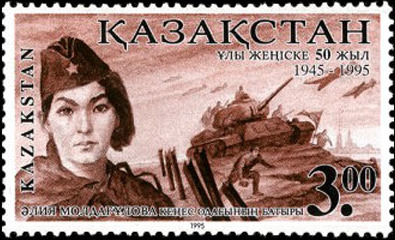
Carimbo do Cazaquistão de 1995 com Moldagulova